# Kelch Der Liebe
Kelch Der Liebe (укр. «келих любови») — сингл швейцарського гурту Lacrimosa, який вийшов в 2005 році. Оригінальний трек входить до альбому Lichtgestalt, який вийшов на лейблі Hall of Sermon.
| #  | Назва             | Автор      | Тривалість |
| -- | ----------------- | ---------- | ---------- |
| 1. | «Kelch Der Liebe» | Тіло Вольф | 6:02       |